# 穆勞恩峰
46°40′17.9″N 8°54′20.4″E / 46.671639°N 8.905667°E

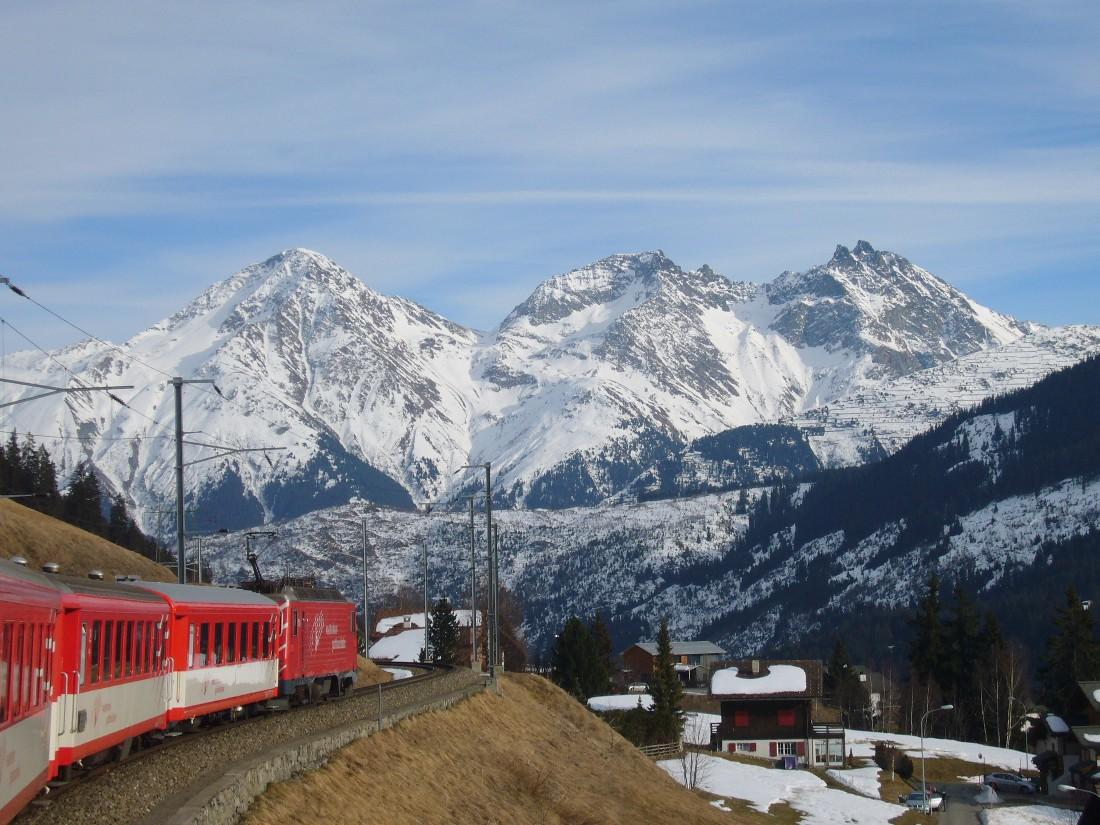

穆勞恩峰（Piz Muraun），是瑞士的山峰，位於該國東南部，由格勞賓登州負責管轄，屬於勒蓬廷阿爾卑斯山脈的一部分，海拔高度2,897米，每年平均降雨量2,385毫米。

## 外部連結
- Piz Muraun on Hikr （页面存档备份，存于）